# Verónica Forqué
Verónica Forqué (ur. 1 grudnia 1955 w Madrycie, zm. 13 grudnia 2021 w Madrycie) – hiszpańska aktorka filmowa i telewizyjna. Córka reżysera i producenta José María Forqué, siostra reżysera Álvaro Forqué i pisarki Carmen Vázquez-Vigo.
Zmarła w Madrycie najprawdopodobniej w wyniku samobójstwa.

## Wybrana filmografia
- Kika (1993), Kika;
- Matador (1985), dziennikarka;
- Czym sobie na to wszystko zasłużyłam? (1984), Cristal.